# أناستاسيا بليزنيوك
أناستاسيا إيلينيشنا بليزنيوك (الروسية: Анастасия Ильинична Близнюк ؛ من مواليد 28 يونيو 1994) لاعبة جمباز إيقاعية روسية، هي بطلة الميدالية ذهبية دورة الألعاب الأولمبية الصيفية 2012 في حدث مجموعة شاملة مع أعضاء المجموعة الآخريات (أوليانا دونسكوفا، كسينيا دودكينا، ألينا ماكارينكو، أناستاسيا نازارينكو، كارولينا سيفاستيانوفا) في لندن عام 2012، و2016 وحائزة على الميدالية الفضية  في حدث جمباز مجموعة شامل في أولمبياد 2020 ، وبطلة العالم في حدث مجموعة شاملة لعام 2017 ، والميدالية البرونزية الشاملة للمجموعة العالمية لعام 2013 ، وثلاث مرات أوروبية (2012 ، 2016 ، 2018) بطل المجموعة الشامل. بليزنيوك هي ثالث لاعبة جمباز إيقاعي بالمجموعة تفوز بميداليتين ذهبيتين في الألعاب الأولمبية بعد الراحلة ناتاليا لافروفا وإيلينا بوسيفينا ولاعبة الجمباز الإيقاعي الوحيدة التي فازت بثلاث ميداليات في الألعاب الأولمبية.
أناستازيا هي ابنة لاعب كرة القدم السابق إيليا بليزنيوك الذي لعب للمنتخب الأوكراني وكان المدير الفني لنادي زيركا كيروفوغراد. لديها أخت كبرى تدعى ألكسندرا وأخ أصغر يدعى فلاديمير.